# Chromatomyia merula
Chromatomyia merula är en tvåvingeart som beskrevs av Spencer 1969. Chromatomyia merula ingår i släktet Chromatomyia och familjen minerarflugor. Inga underarter finns listade i Catalogue of Life.